# Estación Padre Las Casas
Padre Las Casas es una estación ferroviaria ubicada en la comuna chilena de Padre Las Casas, en la región de la Araucanía, que es parte de la Línea Troncal Sur. La estación, junto con el tramo de la línea férrea entre Temuco-Pitrufquén, se inaugura el 13 de noviembre de 1898.

## Historia
Para 1890, la presidencia de José Manuel Balmaceda se había encomendado el desarrollo de estudios para la expansión del servicio ferroviario desde la ciudad de Temuco y su estación de ferrocarriles hasta la localidad de Pitrufquen, sin embargo, debido a la guerra civil de 1891 los planes de construcción de este tramo no fueron retomados sino hasta 1895. Es durante ese año que se llama a la licitación de la construcción de este tramo ferroviario de 33 km de extensión en 3 años. Entre los ingenieros de las obras se encuentra Gustave Verniory. En agosto de 1895 comienzan los trabajos de construcción. En marzo de 1896 las locomotoras de trabajo ya cruzan el río Cautín a través del puente provisorio. Para junio de 1897 las vías del ferrocarril llegan hasta la ribera norte del río Toltén. Es el 13 de noviembre de 1898 que se inaugura el tramo del ferrocarril. Sin embargo, esta estación no se hallaba contemplada en el proyecto original de la línea férrea entre Temuco y Pitrufquén.
En esa época la zona donde actualmente se halla la comuna de Padre Las Casas era llamada «Ultra-Cautín», poblado construido en la ribera sur de río Cautín y ya existente para 1895. La estación ya estaba en operaciones para 1909.
Con la creación del servicio Regional Victoria-Puerto Montt el 6 de diciembre de 2005, la estación fue parte de las detenciones. Sin embargo, el servicio no continuo al iniciar el primer gobierno de la presidenta Michelle Bachelet. Aunque luego del cese de este servicio el 15 de diciembre de 2006, la estación solo ha servido para paso de carga. El edificio de la estación ha estado siendo utilizado como vivienda habitacional.

### Tren Temuco-Pitrufquén
En 2016 se había anunciado una nueva estación, la cual contaría con un servicio que conectase a la localidad de Padre Las Casas con la ciudad de Temuco.
El 31 de septiembre de 2017, el presidente del directorio de Fesur, Alejando Tudela, aprobó el estudio de ingeniería de un proyecto ferroviario que tiene la intención de conectar a Temuco con Gorbea. En 2019, el presidente Sebastián Piñera anunció el programa «Chile sobre Rieles», carpeta de proyectos que incluyó el Metrotren Araucanía, un proyecto de rehabilitación de las vías férreas y construcción de nuevas estaciones, que en su primera etapa conectaría a la Estación Temuco con estación Gorbea. El proyecto del Metrotrén Araucanía se construirá en dos etapas, siendo la primera entre estación Temuco y la estación Padre Las Casas 2, que debería estar operativa para fines de 2021-inicios de 2022.
En septiembre de 2020 se anunció que en conjunto con la Subsecretaría del Patrimonio Cultural se firmó un acuerdo de restauración de cuatro estaciones ferroviarias en la región de la Araucanía; sin embargo este trabajo es con fines meramente culturales, y que las estaciones en Temuco y Padre las Casas para este proyecto ferroviario serán totalmente nuevas y modernas.
El 20 de noviembre de 2023 fue inaugurada el paradero Padre Las Casas, punto de detención del servicio Tren Temuco-Pitrufquén, aproximadamente a 1.5 km de distancia hacia el sur de la estación Padre Las Casas.